# François Hesnault
François Hesnault (ur. 30 grudnia 1956 w Neuilly-sur-Seine) – były francuski kierowca wyścigowy.
Hesnault uczestniczył w zawodach Francuskiej Formuły 3. W roku 1982 został drugim wicemistrzem, a rok później wicemistrzem tej serii.
W Formule 1 zadebiutował w sezonie 1984 w zespole Ligier. W sezonie 1985 został zatrudniony w zespole Brabham jako kolega zespołowy Nelsona Piqueta. Jednak po czterech nieudanych wyścigach został zwolniony z zespołu. W sezonie 1985 wziął udział jeszcze w jednym wyścigu, w zespole Renault.
Łącznie wziął udział w 21 Grand Prix. Nie zdobył ani punktu.

## Starty w Formule 1

### Tablica wyników
| Legenda oznaczeń w tabelach wyników Wyświetl szablon na nowej stronie | Legenda oznaczeń w tabelach wyników Wyświetl szablon na nowej stronie                                                                     |
| Oznaczenie                                                            | Wyjaśnienie |
| --------------------------------------------------------------------- | --- |
| Złoty                                                                 | Zwycięzca lub mistrzostwo |
| Srebrny                                                               | 2. miejsce lub wicemistrzostwo |
| Brązowy                                                               | 3. miejsce lub II wicemistrzostwo |
| Zielony                                                               | Ukończył, punktował (w klasyfikacji generalnej, gdy zdobył co najmniej jeden punkt na przestrzeni sezonu, poza trzema powyższymi opcjami) |
| Niebieski                                                             | Ukończył, nie punktował (w klasyfikacji generalnej, gdy nie zdobył co najmniej jednego punktu na przestrzeni sezonu)                      |
| Czerwony                                                              | Nie zakwalifikował się (NZ) |
| Czerwony                                                              | Nie prekwalifikował się (NPK) |
| Różowy                                                                | Nie ukończył (NU) |
| Różowy                                                                | Niesklasyfikowany (NS) (w klasyfikacji generalnej, gdy nie został sklasyfikowany w żadnym wyścigu sezonu)                                 |
| Czarny                                                                | Zdyskwalifikowany (DK) |
| Czarny                                                                | Wykluczony (WYK/EX) |
| Biały                                                                 | Nie wystartował (NW) |
| Biały                                                                 | Kontuzjowany (K/INJ) |
| Biały                                                                 | Wyścig odwołany (OD/C) |
| Bez koloru                                                            | Został wycofany (WYC/WD) |
| Bez koloru                                                            | Nie przybył (NP/DNA) |
| Bez koloru                                                            | Nie brał udziału w treningach (NT/DNP) |
| Bez koloru                                                            | Nie został zgłoszony (–) |
| Pogrubienie                                                           | Start z pole position |
| Kursywa                                                               | Najszybsze okrążenie wyścigu |
| †                                                                     | Nie ukończył, ale jego rezultat został zaliczony ze względu na przejechanie więcej niż 90% dystansu wyścigu.                              |
| *                                                                     | Sezon w trakcie |
| 1/2/3                                                                 | Punktowana pozycja w sprincie kwalifikacyjnym                                                                                             |
| Lista systemów punktacji Formuły 1                                    | |

| Rok  | Zespół  | Samochód | Silnik           | 1      | 2      | 3      | 4      | 5      | 6      | 7      | 8      | 9      | 10     | 11    | 12    | 13    | 14     | 15     | 16     | Msc. | Pkt. |
| ---- | ------- | -------- | ---------------- | ------ | ------ | ------ | ------ | ------ | ------ | ------ | ------ | ------ | ------ | ----- | ----- | ----- | ------ | ------ | ------ | ---- | ---- |
| 1984 | Ligier  | JS23     | Renault V6 (t/d) | BRA NU | ZAF 10 | BEL NU | SMR NU | FRA NW | MCO NU | CND NU | DET NU | DAL NU | GBR NU | DEU 8 | AUT 8 | NLD 7 | ITA NU | EUR 10 | POR NU | –    | 0    |
| 1985 | Brabham | BT54     | BMW R4 (t/d)     | BRA NU | POR NU | SMR NU | MCO NZ | CND    | DET    | FRA    | GBR    |        |        |       |       |       |        |        |        | –    | 0    |
| 1985 | Renault | RE60     | Renault V6 (t/d) |        |        |        |        |        |        |        |        | DEU NU | AUT    | NLD   | ITA   | BEL   | EUR    | ZAF    | AUS    | –    | 0    |